# 미디어넷 플러스
미디어넷 플러스(Medianet Plus)는 SBS 미디어넷의 계열사로, 대한민국의 유료 텔레비전 방송사였다. 2011년 9월 29일부터 2022년 6월 30일까지 미국의 다국적 미디어 기업인 패러마운트 미디어 네트웍스와의 제휴로 SBS 바이아컴(SBS Viacom)이라는 사명을 종료했다

.